# اجیپت، شهرستان مارشال، آلاباما
اجیپت (به انگلیسی: Egypt) یک منطقهٔ مسکونی در ایالات متحده آمریکا است که در شهرستان مارشال، آلاباما واقع شده‌است. اجیپت ۳۱۹٫۱۳ متر بالاتر از سطح دریا واقع شده‌است.